# Diocèse de Cassano allo Ionio
Le diocèse de Cassano allo Ionio (en latin : Dioecesis Cassanensis) ; en italien : Diocesi di Cassano all'Jonio) est un diocèse de l'Église catholique en Italie, suffragant de l'archidiocèse de Cosenza-Bisignano et appartenant à la région ecclésiastique de Calabre.

## Territoire
Il est situé dans une partie de la province de Cosenza, les autres parties de cette province étant partagées par les archidiocèses de Cosenza-Bisignano et Catanzaro-Squillace, le diocèse de San Marco Argentano-Scalea et l'éparchie de Lungro. Son territoire a une superficie de 1 311 km2 divisé en 52 paroisses regroupées en 3 archidiaconés. L'évêché est à Cassano all'Ionio où se trouve la cathédrale de la Nativité de la Vierge.

## Histoire
Les origines du diocèse de Cassano sont incertaines. Selon certains auteurs, le premier document attestant du siège épiscopal pourrait remonter au temps du Hilaire (461 - 468) car on trouve parmi les signataires du concile de Rome (it) de 465 un Caprarius (ou Capsarius ), épiscopus Cassanensis mais des historiens pensent que ce Caprarius n'était pas évêque Cassanensis mais Cassitanus, ou Cassino dans le sud du Latium.
Le diocèse est érigé dans la seconde moitié du IXe siècle, lorsque les armées byzantines ravissent la vallée du Crati aux Lombards. Cependant, il n'apparaît pas dans la Notitia Episcopatuum composée par l'empereur byzantin Léon VI (886-912) et datée du début du Xe siècle mais seulement dans les versions ultérieures écrites le même siècle, dans lesquelles le diocèse figure parmi les suffragants de l'archidiocèse de Reggio. Lors de sa fondation, il absorde certainement même si l’on ignore dans quelle mesure, une partie du territoire de l’ancien diocèse de Thurium (it) et entièrement celui du diocèse de Blanda (it) après son abandon.
Le premier évêque connu pourrait être David, vers le milieu du Xe siècle, mentionné dans la vie de Gregory Abate. En 1059, un évêque anonyme de Cassano essaie de s'opposer à l'expansion des Normands dans le sud de l'Italie ; il attaque la forteresse de San Martino et subit une défaite cuisante. Après la conquête byzantine, le diocèse adopte le rite byzantin. C’était en fait l’un des berceaux du monachisme byzantin en Calabre, grâce à sa présence importante dans le Mercurion où vivent un grand nombre de personnalités qui sont vénérées comme saints par l’église, dont Fantin le jeune (it), Nicodème de Mammola (it), Zacharie du Mercurion, Saba de Mercurion, Luc de Demenna (it), Macaire de Collesano (it) et, sans doute le plus important, Nil de Rossano.
Après la conquête normande, le pape Étienne IX, par une bulle du 24 mars 1058, le déclare suffragant de l'archidiocèse de Salerne tout comme les autres diocèses de la vallée de Crati (Cosenza, Bisignano, Malvito et Martirano (it)). Dès que Reggio est conquise par les Normands (1060) et qu'il utilise le rite latin, le métropolite de Reggio réclame l'assujettissement de Cassano. Le pape Pascal II le déclare toutefois immédiatement soumis au Saint-Siège, privilège confirmé par le pape Calixte II. Il en vient à dépendre de Reggio probablement à la demande du pape Eugène III (1145-1153) mais sans document. Il figure parmi les diocèses suffragants de Reggio dans un acte du pape Alexandre III du 19 novembre 1165.
Cassano apparaît de nouveau immédiatement soumis au Saint-Siège dans une bulle de Boniface VIII de 1303, mais quelques années plus tard, le pape Jean XXII dans une bulle du 24 octobre 1334, faisant référence à l'élection d'un évêque de Cassano, souligne que cela est confirmé par le métropolitain de Reggio. Le 5 décembre 1454, il est immédiatement soumis au Saint-Siège par ordre du pape Nicolas V mais le pape Pie II, par la bulle Disponente Domino du 21 janvier 1459 place Cassano sous la juridiction de l'archevêque de Reggio. Cependant, vers la fin du XVIe siècle, Cassano redevint immédiatement soumis au Saint-Siège.
Après l'évêque anonyme de 1059, on connaît Sassone, premier évêque de rite latin, qui obtient du pape Urbain II le titre de baron, titre étendu à ses successeurs. Au cours de son épiscopat, le clergé de rite latin, imposé par les Normands, cohabite avec ceux de rite byzantin mais ce dernier disparaît progressivement. À partir du XIVe siècle, les évêques élus de Cassano doivent verser une somme importante à la chambre apostolique. Cela favorisait la nomination de nobles ou de parents de grands prélats. Dans la première moitié du XVIe siècle, le diocèse de Cassano est administré par des cardinaux de la curie, à qui Clément VII et Paul III accordent le privilège de l'exemption personnelle. L'établissement du régime de la commende et l'absentéisme des évêques favorisent l'épuisement des biens des évêques au profit des barons et du seigneur local.
La présence de deux groupes ethniques est enregistrée sur le territoire diocésain, les juifs et les albanais. La présence juive, déjà attestée au XIIIe siècle et plus tard tout au long du XVIIe siècle, est principalement concentrée dans les colonies de Castrovillari, Altomonte, Morano et Scalea. Les Albanais arrivent dans le diocèse au XVe siècle, où ils obtiennent les communes d'Acquaformosa, Civita, Firmo, Frascineto, Porcile, Lungro, Plataci et San Basile ; Après une période de cohabitation pacifique, à partir de 1490, les relations commencé à se détériorer pour atteindre son apogée dans la période suivant le concile de Trente, lorsque les Albanais sont victimes d'abus et de violences psychologiques par le biais de mesures répressives drastiques adoptées par les évêques.
À partir de la seconde moitié du XVIe siècle, les évêques résident dans le diocèse et appliquent progressivement les décrets du concile de Trente. Giovan Battista Serbelloni (1561-1579) organise le premier synode diocésain ; Tiberio Carafa (1579-1588) fonde le séminaire et célèbre le deuxième synode ; Owen Lewis (1589-1595) effectue la première visite pastorale du diocèse et fonde plusieurs confréries laïques ; Gennaro Fortunato (1729-1751) met en place une pastorale du renouveau de l'esprit religieux, à travers l'œuvre de saint Ange d'Acri et du bienheureux Marien Arciero (it) et s'occupe de la catéchèse par le biais de dispositions spéciales promulguées par décret en 1744.
Avec la bulle De Utilioriori du 27 juin 1818 du pape Pie VII par laquelle les juridictions ecclésiastiques du royaume de Naples sont réformées, le siège de Cassano est soumis à la province ecclésiastique de l'archidiocèse de Reggio. Entre le XIXe et le XXe siècle, le territoire diocésain est considérablement modifié et réduit. En 1898, il cède Maratea et ses quatre paroisses, y compris la basilique de San Biagio, patron du diocèse, au diocèse de Policastro. Le 13 février 1919, à la suite de l'érection de l'éparchie de Lungro par la bulle Catholici fideles du pape Benoît XV, Cassano cède les pays de langue albanaise et byzantine faisant partie de son territoire. Le 8 septembre 1976, afin de faire coïncider les frontières du diocèse avec celles de la région civile, plusieurs paroisses sont cédés au diocèse d'Anglona-Tursi. Enfin, le 4 avril 1979, le vicariat de Scalea est cédé au diocèse de San Marco Argentano.
Le 30 janvier 2001, par la bullet Maiori Christifidelium, le pape Jean-Paul II élève l'archidiocèse de Cosenza-Bisignano au rang d'archidiocèse et de siège métropolitain et le diocèse de Cassano all'Ionio devient partie intégrante de cette nouvelle province ecclésiastique. Le 21 juin 2014, le diocèse reçoit la visite pastorale du pape François.

## Sources
- « Diocese of Cassano all’Jonio », sur www.catholic-hierarchy.org